# SNK Gals Fighters
SNK Gals Fighters es un videojuego de lucha para Neo Geo Pocket, el cual trata de un torneo llamado «Q.O.F.», lanzado en el 2000. El juego fue relanzado para Nintendo Switch en la eShop el 29 de abril de 2020 para celebrar el 30 aniversario del sistema Neo Geo.

## Historia
Es el año 2000 y varias chicas que son peleadoras profesionales reciben una invitación de una persona que se hace llamar Miss X y con la siguiente nota: «Es el año 2000 y se realizara el torneo Queen Of Fighters, el que logre ganar recibirá un talismán que le dará un solo deseo, hay que aprovecharlo, es necesario su asistencia. ¡No se da la entrada a los varones!»
Así varias chicas ingresan a la competencia con el fin de cumplir su mayor deseo. No hay ninguna protagonista en este juego, así que no hay ningún argumento oficial.

## Modo de juego
Gals Fighters es un juego de pelea 1 vs 1 en el que participan personajes femeninos de distintos juegos desarrollados por SNK. Al igual que otros juegos de pelea para Neo Geo Pocket Color, los personajes son presentados con sprites en estilo super deformed.
El sistema de juego es similar a the King of Fighters R1 y The King of Fighters '97, usando dos botones. Los jugadores pueden equipar objetos para obtener diferentes efectos en los enfrentamientos.

## Conexión conThe King of Fighters
Kyo Kusanagi aparece en los finales de Miss X y de Yuki. En el juego se desliza la posibilidad de que Miss X se trata de Iori Yagami, quien en esta ocasión no persigue a Kyo Kusanagi sino que organiza el torneo Q.O.F. y ofrece un talismán con el otorga un deseo. En SNK Heroines: Tag Team Frenzy se confirma que Miss X es en realidad Iori Yagami.

## Personajes

### Jugables
- Akari Ichijou (The Last Blade)
- Athena Asamiya (Psycho Soldier)
- Leona Heidern (The King of Fighters '96)
- Mai Shiranui (Fatal Fury)
- Nakoruru (Samurai Shodown)
- Shermie (The King of Fighters '97)
- Shiki (Samurai Shodown 64)
- Yuri Sakazaki (Art of Fighting)

Desbloqueables:
- Miss X[4]
- Yuki
- Whip (The King of Fighters '99)

### Cameos
- Vice, Mature, Billy Kane y Eiji Kisaragi: Aparecen como acompañantes de Miss X.
- Kyo Kusanagi: Aparece en los finales de Yuki y Miss X.
- Sie Kensou: En poder de Athena.
- Clon de Kyo: Aparece en un especial de Yuki.
- Juzoh Kanzaki: En poses de victoria de Akari.
- Rimururu: En movimiento especial de Nakoruru.
- Goro Daimon, Todoh, Mr. Karate, Orochi Iori: En especial de Akari.